# Hjärnhinneinflammation
Hjärnhinneinflammation eller meningit är en inflammation i de hjärnhinnor och cerebrospinalvätskan som omger hjärnan och ryggmärgen. Det vanligaste skälet till inflammation i dessa är infektion, oftast med virus eller bakterier, men det förekommer även infektion med andra typer av mikrober eller orsakas av läkemedel och vissa reumatiska sjukdomar. Sjukdomsbilden är varierande. Vanliga symtom vid akut meningit är feber, huvudvärk, illamående, kräkningar, känslighet för ljud och ljus och ibland nackstelhet. För att ställa diagnosen krävs i regel en lumbalpunktion för att ta prov från cerebrospinalvätskan som kan studeras närmare på ett laboratorium genom analyser inom ramen för klinisk kemi och klinisk mikrobiologi.
Den akuta bakteriella hjärnhinneinflammationen är ett akut sjukdomstillstånd med hög dödlighet. Innan införandet av effektiva behandlingsmetoder var dödligheten nästintill total. Även vid modern högdosbehandling med intravenös antibiotika är dödligheten fortsatt hög, vid infektion med pneumokocker upp till 20 %. I Sverige är tillståndet relativt ovanligt, med en incidens bland vuxna på 2/100 000 personer och år. Patienter med akut bakteriell hjärnhinneinflammation kan bli svårt sjuka fort. En korrekt och skyndsam handläggning betraktas vara av vikt för att ge bästa möjliga prognos.
Det finns även andra former av hjärnhinneinflammation ofta orsakade av virus eller spiroketer som kan ha ett långsammare förlopp, ibland med mer otydlig sjukdomsbild.
Ibland förekommer blandtillstånd mellan hjärnhinneinflammation (meningit) och hjärninflammation (encefalit).

## Orsaker
Meningit orsakas i regel av en infektion med mikroorganismer, vanligen virus, i andra hand bakterier eller mer sällan svampar eller protozoer. Tillståndet kan också uppstå utan inverkan av mikrober genom olika icke-infektiösa orsaker.

### Akut bakteriell meningit
Vilka bakterier som vanligtvis orsakar meningit varierar med patientens ålder. Hos spädbarn upp till tre månaders ålder, är de vanliga orsakerna grupp B-streptokocker och magtarm-bakterier som Escherichia coli, även Listeria monocytogenes förekommer oftare (precis som hos äldre), särskilt i samband med epidemier. Barn och unga vuxna drabbas oftare av meningokocker och pneumokocker och i länder utan HiB-vaccination av Haemophilus influenzae. Risken för meningit orsakad av Listeria monocytogenes ökar med stigande ålder och är vanligt förekommande igen först efter femtioårsåldern. Hjärnhinneinflammation orsakad av meningokocker kallas också epidemisk eller smittsam hjärnhinneinflammation. Bakterien finns över hela världen, men är vanligast i meningitbältet i Afrika.

### Akut viral meningit
De flesta fall av hjärnhinneinflammation orsakas av virus. Vanligast är enterovirus, som först ger en mer allmän infektion och ibland även hjärnhinneinflammation en eller någon vecka senare. Dessa inflammationer är vanligen ofarliga och självläker. Bland enterovirus som kan ge hjärnhinneinflammation finns olika coxsackievirus, echovirus och historiskt sett även poliovirus, nu dock nästan utrotat.
Hjärnhinneinflammation var förr en fruktad följdsjukdom av påssjuka och mässling, men det är nästan inte längre ett problem i Sverige eftersom barn vaccineras mot båda. Även herpesvirus kan i sällsynta fall ge hjärnhinneinflammation.

### Kronisk meningit
Kronisk meningit betecknar ett långsammare och potentiellt mer långvarigt sjukdomsförlopp. Vanliga orsakande mikrober inkluderar mykobakterier och spiroketer. Mycobacterium tuberculosis orsakar i regel en långsamt förlöpande meningit, men kan även resultera i bildandet av en tumörliknande massa i hjärnvävnaden kallat tuberkulom. Den är vanlig där tuberkulos är endemisk, men kan förekomma även i andra delar av världen särskilt vid immunbrist, till exempel behandling med TNF-alpha-hämmare eller vid AIDS. Flera varianter av tertiär syfilis kan manifestera som så kallad neurosyfilis med inflammation av hjärnhinnorna och delvis olika symtombild. Den vanligaste varianten av kronisk meningit i Sverige är dock neuroborrelios orsakad av spiroketen Borrelia burgdorferi.

#### Svampar och övriga orsaker
Meningit orsakad av svampar är i regel kopplade till nedsatt immunförsvar orsakat av till exempel läkemedel eller AIDS. Den vanligaste mikroben är Cryptococcus neoformans som beräknas orsaka upp till 25 % av dödsfall relaterade till AIDS i afrika. Meningit kan även uppstå som en komplikation till hjärnmetastaser, orsakas av läkemedel (till exempel NSAID eller vissa antibiotika), vissa vaskulitsjukdomar eller SLE.

## Sjukdomsmekanism
Hjärnhinneinflammation är en inflammatorisk reaktion av hjärnhinnor och cerebrospinalvätska, som kan vara akut eller kronisk. En infektion av hjärnhinnorna förutsätter att mikroberna i fråga får en inkörsport till det centrala nervsystemet på något sätt. Vanliga mekanismer inbegriper:
- Direkt överföring: som i regel är posttraumatisk, men också kan vara sjukvårdsorsakad i samband med neurokirurgiskt ingrepp eller lumbalpunktion.
- Spridning genom blodbanan: vanligen genom det arteriella systemet, men retrograd spridning genom det venösa kärlsystemet är också möjlig.
- Lokal spridning: som ovanlig komplikation av infektioner exempelvis i bihålor, tänder eller mastoidutskott
- Spridning från perifera nerver: vilket huvudsakligen är en mekanism för olika virus, till exempel rabies eller Herpes zoster

Ingångsport för meningokocker och pneumokocker är oftast en kombination av lokal spridning från luftvägarna genom att bakterierna passerar över slemhinnan och därefter spridning via blodbanan inklusive passage genom blod-likvor-barriären. Meningokocker och pneumokocker finns dock i luftvägarna hos många människor, särskilt barn, utan att för den skull orsaka hjärnhinneinflammation. Varför bakterierna i enskilda fall orsakar akut sjukdom, men i de flesta fall inte gör det är ofullständigt utrett. En kombination av immunologiska faktorer hos patienten och olika bakteriestammars grad av virulens har föreslagits utgöra en del av förklaringen.

## Symtom

### Akut bakteriell meningit
Den klassiska beskrivningen av sjukdomsbilden vid akut meningit brukar återges som kombinationen av tre symtom: feber, huvudvärk och nackstyvhet; ofta i kombination med ett snabbt insjuknande. I praktiken föreligger denna typiska sjukdomsbild dock i mindre än hälften av fallen när patienten söker sjukvård, även om orsaken är bakterier. Samtidigt kan alla tre symtomen orsakas av andra sjukdomstillstånd. Utöver de tre "typiska symtomen" anses även ökad ljud och- ljuskänslighet samt illamående och kräkningar vara vanliga tecken vid akut bakteriell meningit i kombination med tidigare nämnda symtom. I takt med att sjukdomen orsakar en intrakraniell tryckstegring kan ytterligare symtom ses i form av tilltagande förvirring och medvetandesänkning inklusive koma. Patienter som drabbats söker vanligen vård inom 2 dygn efter symtomdebut.

### Akut och subakut meningit
Akut meningit orsakad av virus är dock vanligare, i västvärlden omkring tio gånger vanligare. Enligt den klassiska beskrivningen sätter sjukdomssymtomen in långsammare, blir sällan lika påtagliga och nivåerna av CRP och olika analyser av cerebrospinalvätskan är inte lika avvikande. En allvarlig sjukdom vars symtombild är snarlik den akuta meningiten är hjärninflammation (encefalit) orsakad av Herpesvirus.

## Bakteriell hjärnhinneinflammation
Bakteriella meningiter är som regel mycket mer allvarliga och akuta än de virala. De flesta sorterna brukar utvecklas efter en bakterieinfektion någon annanstans, som öroninflammation, bihåleinflammation eller lunginflammation, som sedan sprids till hjärnhinnorna. De flesta hjärnhinneinflammationer av detta slag orsakas av pneumokocker. I det svenska allmänna vaccinationsprogrammet ingår vaccin mot de vanligaste.
Meningokockhjärnhinneinflammation sätter in mycket hastigt, och kan i de allvarligaste fallen ge blodförgiftning. De gifter som frisätts ur döende bakterier ger i dessa fall mer symtom än själva hjärnhinneinflammationen. Typiskt är cirkulationssvikt och de symtom som följer med detta samt små röda märken på huden på grund av blödningar i kapillärerna, petekier.

## Behandling
Bakteriell hjärnhinneinflammation behandlas alltid med höga doser av antibiotika, ofta administrerat intravenöst. Mot herpesvirus finns antivirala läkemedel. Andra virala meningiter läker normalt ut av sig självt, och man lindrar bara symtomen med febernedsättande medel och smärtstillande. Efter en utläkt meningit kan det ibland kvarstå följdsjukdomar som på olika sätt har med nervsystemet att göra.

## Serös och purulent meningit
I sjukvården talar man om serös meningit, som kännetecknas av lättflytande vätska och oftast orsakad av virus, och purulent eller varig meningit som bildar mycket var och oftast beror på bakterieinfektion. Terminologin kommer från den lumbalpunktion är ett viktigt diagnostiskt verktyg vid misstanke om hjärnhinne- eller hjärninflammation. Vid serös meningit är ryggmärgsvätskan klar, och vid varig meningit grumlig.

## Epidemiologi

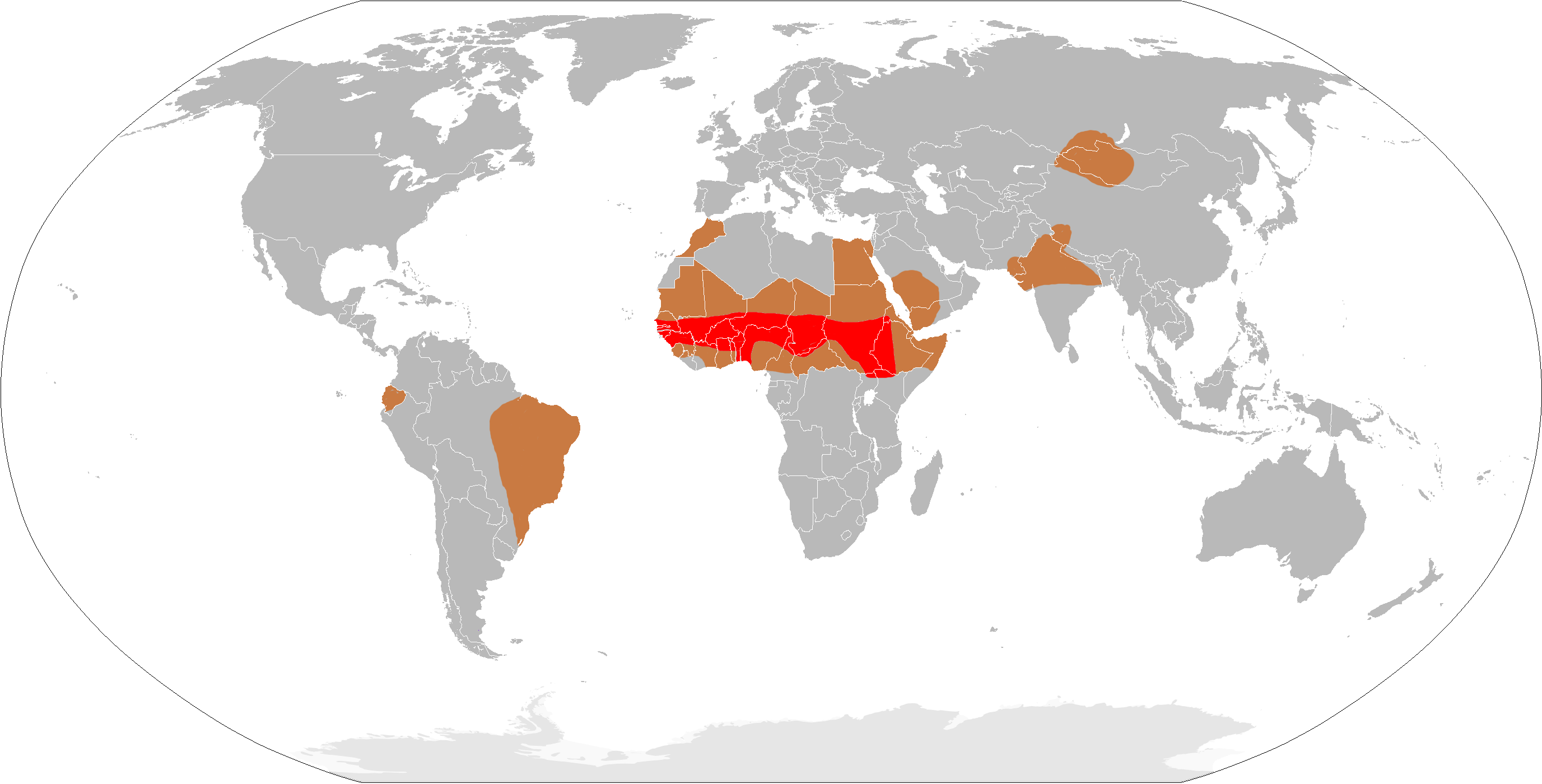
Platser särskilt drabbade av meningit, med det så kallade meningitbältet i Afrika i rött.

### Bakteriell meningit
I en stor metaanalys av 56 studier publicerad 2018 konstaterade man att meningit orsakad av meningokocker var vanligast bland minderåriga med en förekomst på drygt 20 % av fallen i Europa och drygt 40 % i Afrika. Bland vuxna var meningokockerna med god marginal vanligast i Afrika (kring 75 % av fallen). Meningokocker var vanligast bland europeiska barn innan skolåldern (kring 45 %), medan nyfödda i Afrika oftast drabbades av pneumokocker eller Escherichia coli, båda i ungefär en femtedel av fallen. Man konstaterade också att otillräckliga data fanns för att säkert fastställa fördelningen i flertalet åldersgrupper i många geografiska regioner. Under 80-talet var Haemophilus influenzae vanligast i västvärlden (kring 45 % av meningiterna), följt av pneumokocker (kring 20 %), följt av meningokocker (15 %). Efter införandet av HiB-vaccin på bred front minskade förekomsten av H. Infleunza-orsakad meningit med upp till 95 % i höginkomstländer (och försvann i stort sett i Sverige) och fördelningen blev istället pneumokocker i ungefär 45 % av fallen, meningokocker i ungefär 25 % av fallen och Listeria monocytogenes i upp till 10 % av fallen. Samtidigt har den relativa andelen sjukhusförvärvad meningit ökat, som en konsekvens av den minskade andelen (ofta samhällsförvärvad) H. Influenzae-meningit. Vaccination med peumokockvaccin och eventuellt också meningokockvaccin, åtminstone till riskgrupper förutsägs ytterligare påverka det totala antalet insjuknade samt fördelningen av orsakande bakterier.

#### I Sverige
Bland vuxna patienter orsakade pneumokocker mellan 2008 och 2016 drygt hälften av alla fall av akut bakteriell meningit. Meningokocker var, mot bakgrund av låg förekomst av epidemisk spridning, orsakande i bara 10 % av fallen. Medan Listeria, Haemophilus, α-streptokocker, β-streptokocker och S. aureus orsakade ungefär 5 % av fallen vardera. Antalet fall av infektion, både generellt oavsett mikrob och även specifikt med just pneumokocker, var flest i åldersspannet 60 till 69, med Listeria i åldersspannet 70 till 79 samt meningokocker i åldersspannen 16 till 20 och 20 till 29 års ålder. Bland de som överlevde tillståndet hade ungefär hälften neurologiska restsymtom vid uppföljning efter 2–6 månader.

## Historia och dödlighet

### Bakteriell meningit
Före upptäckten av olika antibiotika och deras införande var dödligheten i bakteriell meningit extremt hög. Som exempel var dödligheten för barn som tagits in på Bostons barnsjukhus under 1920-talet för akut bakteriell meningit närmast hundraprocentig, 77 av 78 patienter med meningit orsakad av Haemophilus influenzae och alla 300 barn smittade med pneumokockmeningit avled. I ett icke-selekterat patientmaterial under 1900-talets första decennium var dödligheten i meningokockmeningit fortfarande kring 75–80 %. Genom intratekala injektioner av meningokockantiserum lyckades Simon Flexner få ned dödligheten till 31 % bland drygt tusen personer smittande under en meningitepidemi 1913 och senare under 1930-talet till ungefär 20 % av patienterna. Antiserum mot pneumokocker visade sig dock vara i princip verkningslöst.
Sulfonamidernas införande under 1930-talet ledde till att dödligheten i meningokockmeningit minskade till ungefär 10 %. Under 1940-talet lyckades Hattie Alexander genom att behandla patienter som insjuknat i meningit orsakad av H. Influenzae med en kombination av sulfa och antiserum få ned dödligheten till 20 %. Kombinationsbehandlingar med sulfa och kloramfenikol minskade sedan dödligheten till under 10 %, varvid man slutade använda antiserum mot H. Influenza. Dödligheten för pneumokockmeningit var fortsatt hög, över hälften av patienterna avled. Även införandet av penicillin under 1940-talet lyckades bara få ned dödligheten till ungefär hälften trots samtidig behandling med intratekalt och intravenöst penicillin.
Modern högdosbehandling under 2000-talet med bland annat penicillin, ampicillin och cefalosporiner har resulterat i en dödlighet kring 10 % för meningokockmeningit, 5 % för patienter med meningit orsakad av H. Influenzae medan dödligheten i pneumokockmeningit är fortsatt relativt hög, kring 20 %. Ytterligare studier har bevisat nyttan av att hämma den av infektionen orsakade cytokinstormen med hjälp av dexametason, vilket minskar förekomsten av kvarstående neurologiska symtom (huvudsakligen hörselnedsättning).